# Selleophytum
Selleophytum es un género monotípico de plantas fanerógamas perteneciente a la familia de las asteráceas. Su única especie es Selleophytum buchii.

## Taxonomía
Selleophytum buchii fue descrita por Ignatz Urban y publicado en Repertorium Specierum Novarum Regni Vegetabilis 13: 484. 1915.
Sinonimia
- Coreopsis buchii (Urb.) S.F.Blake